# Młyn w Ciosnach (powiat zgierski)
Młyn w Ciosnach – młyn wodny w nad Ciosenką wybudowany przed 1914 r. Znajduje się w Ciosnach, w gminie Zgierz, w województwie łódzkim.

## Historia miejsca
Młyny wodne w tej lokalizacji wymieniane były w dokumentach źródłowych już w XVI w. Według tradycji lokalnej poprzednikiem obecnego budynku był drewniany młyn parterowy poruszany kołem wodnym nasiębiernym, wyposażony w dwie pary kamieni francuskich, żubrownik i perlak. Przez pewien czas w sąsiedztwie młyna funkcjonował tartak napędzany tym samym kołem wodnym.

## Obecny młyn
Obecnie istniejący młyn został wybudowany przed I wojną światową jako budynek jednopiętrowy, murowany z cegły, z dachem dwuspadowym krytym dachówką. Był poruszany początkowo kołem wodnym, a następnie (od 1936) turbiną wodną umieszczoną w przylegającej do młyna murowanej turbinowni. W okresie II wojny światowej pozostawał pod zarządem niemieckim i w tym okresie wykorzystywał napęd elektryczny (przy użyciu prądnicy). Z tego okresu pochodzą zachowane odsiewacze graniaste. Młyn kilkakrotnie ulegał przebudowom. W 1967 r. nadbudowano drugie piętro i położono nowy dach. Wyposażenie ulegało kolejnym modyfikacjom. Moc przemiałowa młyna w różnych okresach szacowana była na 2 do 4 t zboża na dobę. W okresie PRL  stanowił własność prywatną. W 2024 r. młyn stanowi część gospodarstwa agroturystycznego. W sąsiedztwie młyna przebiega Agroturystyczny Szlak Rowerowy Gminy Zgierz.